# الأندرتيكر ضد مانكايند
الأندرتيكر ضد مانكايند (بالإنجليزية:The Undertaker vs. Mankind) كانت مباراة مصارعة محترفة بين المصارعان الأندرتيكر ومانكايند المعروف أيضًا باسم ميك فولي في الاتحاد العالمي للمصارعة (WWF) وتعتبر الثالثة من نوعها التي تعقد في قفض الجحيم في الزنزانة. جرت المباراة في مهرجان ملك الحلبة في يوم 28 يونيو 1998 ، في سيفيك ارينا في مدينة بيتسبرغ بولاية بنسلفانيا. خلال المباراة، تلقى ميك فولي العديد من الإصابات من ضمنها إصابتين خطيرتين. وصف الصحفي مايكل لاندسبيرج المباراة بإنها «ربما تكون هذه المباراة أشهر مباراة على الإطلاق». 